# 1999 en Alberta
Chronologie de l'Alberta
- 1995
- 1996
- 1997
- 1998
- 1999
- 2000
- 2001
- 2002
- 2003

Cette page concerne des événements qui se sont produits durant l'année 1999 dans la province canadienne de l'Alberta.

## Politique
- Premier ministre :  Ralph Klein du parti Progressiste-conservateur
- Chef de l'Opposition : Nancy MacBeth.
- Lieutenant-gouverneur : Bud Olson (en)
- Législature :

## Décès
- 8 juin : Gordon Towers, lieutenant-gouverneur de l'Alberta.